# أم الدحداح الأنصارية
أم الدحداح الأنصارية هي صحابية جليلة عاصرت النبي محمد ﷺ وهي واحدة من نساء الصحابة اللاتي كان لهن دور جليل في تاريخ الإسلام. أسلمت أم الدحداح حين قدم مصعب بن عمير المدينة سفيراً لرسول الله ﷺ ليدعو أهلها إلى الإسلام حيث كانت ممن ناله شرف الدخول في الإسلام، كما أسلمت أسرتها كلها، ومشوا في ركب الإيمان. زوجها الصحابي الجليل أبو الدحداح، ثابت بن الدحداح أو الدحداحة بن نعيم بن غنم بن إياس حليف الأنصار، وأحد فرسان الإسلام، وأحد الأتباع الأبرار المقتدين بنبي الإسلام ﷺ ، والسائرين على نهجه الباذلين في سبيل الله نفسهم وأرواحهم وأموالهم.